# Blázsovics Ádám
Blázsovics Ádám (Sümeg, 1994. január 10. –) négyszeres világbajnok magyar teqballozó.

## Pályafutása
2008-ban igazolta le a Sümeg VSE. A Veszprém megyei klub játékosaként 92 mérkőzésen 102 gólt szerzett. 
2015-ben ismerkedett meg a Teqball-lal egy Coca-Cola által szervezett tornán. Ezután több tornán is részt vett. 2017-ben az első Teqball Világkupán a csoportkörben lengyel, kínai és portugál ellenféllel találkozott. Az egyenes kieséses szakaszban pedig japán, szerb és görög ellenféllel játszott. A döntőben egy másik magyarral, Szolga Mátéval játszott, akit szoros mérkőzésen 2-0-ra legyőzött. Ezzel ő lett az első Teqball Világkupa győztes.